# Dénonciation calomnieuse
La dénonciation calomnieuse est une dénonciation d'un fait de nature à entraîner des sanctions judiciaires que l'on sait totalement ou partiellement inexact.

## Droit par pays

### Droit américain
Une dénonciation calomnieuse est une infraction en vertu du droit pénal des États américains ou en vertu du droit pénal fédéral, généralement le délit de faire une fausse déclaration ou le crime de parjure. Elle peut aussi être un motif de poursuivre au civil en diffamation.

### Droit canadien
En droit pénal canadien, le terme « dénonciation calomnieuse » n'est pas employé dans le Code criminel, mais les faits qui constituent la dénonciation calomnieuse sont réprimés sous le chef d'accusation de méfait public à l'art. 140 C.cr.. Il s'agit, « avec l’intention de tromper, d'amener un agent de la paix à commencer ou à continuer une enquête » dans l'un ou l'autre des quatre cas de figure énoncés dans la disposition :  

« a) soit en faisant une fausse déclaration qui accuse une autre personne d’avoir commis une infraction;
b) soit en accomplissant un acte destiné à rendre une autre personne suspecte d’une infraction qu’elle n’a pas commise, ou pour éloigner de lui les soupçons;
c) soit en rapportant qu’une infraction a été commise quand elle ne l’a pas été;
d) soit en rapportant, annonçant ou faisant annoncer de quelque autre façon qu’il est décédé ou qu’une autre personne est décédée alors que cela est faux. »

Il s'agit d'une infraction hybride et la peine maximale pour cette infraction est de 5 ans de prison.
Par ailleurs, faire des allégations ou dénonciations calomnieuses peut également entraîner une poursuite civile pour responsabilité civile extracontractuelle, par ex. dans la décision Francis c. Oosterwolde. D'après l'arrêt Desbiens c. Standish de la Cour d'appel du Québec, la prescription d'une telle action civile est de trois ans, et non pas d'un an comme pour la diffamation.

### Droit français
En droit français, il s'agit de la « dénonciation, effectuée par tout moyen et dirigée contre une personne déterminée, d'un fait qui est de nature à entraîner des sanctions judiciaires, administratives ou disciplinaires et que l'on sait totalement ou partiellement inexact, lorsqu'elle est adressée soit à un officier de justice ou de police administrative ou judiciaire, soit à une autorité ayant le pouvoir d'y donner suite ou de saisir l'autorité compétente, soit aux supérieurs hiérarchiques ou à l'employeur de la personne dénoncée » (peine : 5 ans et 45 000 €).
Si les faits "calomnieusement" dénoncés font l'objet d'une procédure à part, le juge statuant sur la dénonciation calomnieuse devra surseoir à statuer en attendant que le juge saisi des faits dont l'un accuse l'autre prononce sa décision. Une fois que l'autre juge aura prononcé sa décision, le juge saisi de la dénonciation calomnieuse pourra apprécier l'opportunité d'entrer en voie de condamnation quant à l'existence de l'infraction. 
Il est à noter qu'en dehors du cadre légal posé par l'article 226-10, la jurisprudence a développé une sorte d'"immunité" : certaines personnes sont ainsi exemptées de responsabilité quant à la dénonciation calomnieuse. Ce sont notamment les personnes ayant l'obligation de dénoncer des faits. Ainsi, un policier qui communique à ses supérieurs un rapport mettant faussement en cause des gendarmes ne se rend pas coupable de dénonciation calomnieuse (chambre criminelle de la Cour de cassation, 3 mai 2000) 

## Notrs et références
1. ↑  https://www.forbes.com/advisor/legal/personal-injury/can-you-sue-false-accusations/#:~:text=If%20you%20make%20false%20accusations,could%20be%20sued%20for%20defamation. Forbes. Can You Sue Someone For Making False Accusations?. En ligne. Page consultée le 2024-08-30]
2. ↑  Barreau de la ville de New York. False Accusations—Defamation of Character by Libel or Slander. En ligne. Page consultée le 2024-08-30
3. ↑  Code criminel, LRC 1985, c C-46, art 140, <https://canlii.ca/t/ckjd#art140>, consulté le 2024-08-30
4. ↑  2019 QCCQ 5724
5. ↑  2024 QCCA 725
6. ↑  Article 226-10 du Code pénal, modifié par la loi no 2010-769 du 9 juillet 2010 « relative aux violences faites spécifiquement aux femmes, aux violences au sein des couples et aux incidences de ces dernières sur les enfants ».